# Bu Xiangzhi

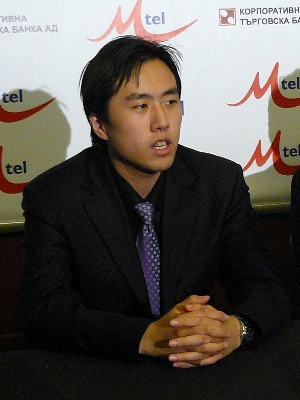
Bu Xiangzhi (2008)

Bu Xiangzhi (Chinees: 卜祥志) (Qingdao, 10 december 1985) is een Chinese schaker. Hij werd in 2000 een grootmeester; op dat moment was hij nog geen 14 jaar.
Hij was in 2004 kampioen van China. In 2015 was hij lid van het Chinese team dat het Wereldkampioenschap schaken voor landenteams won.

## Carrière

### Beginjaren
Op zesjarige leeftijd leerde Bu schaken van een oudere neef. Vanaf zijn negende kreeg hij schaaktraining. In 1993 won hij het Qingdao Schaakkampioenschap voor Junioren.
In 1997 won hij de nationale S.T. Lee Cup voor kinderen. In 1998, op 12-jarige leeftijd, werd hij nationaal kampioen bij de pupillen en won hij het Wereldjeugdkampioenschap in de categorie tot 14 jaar. In 1999 werd hij zevende bij het prestigieuze Tan Chin Nam Grootmeester Invitatietoernooi.

### Jongste grootmeester

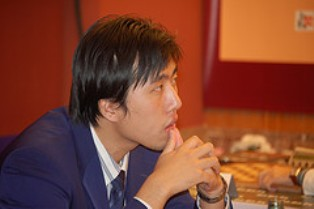
Bu Xiangzhi in 2007, bij de Wereldbeker Blindschaken in Bilbao

A sponsorcontract met een producent van mineraalwater in zijn thuisstad Qingdao stelde hem in staat om in 1999 met zijn trainer Ji Yunqi naar Europa te reizen om deel te nemen aan diverse internationale schaaktoernooien. In de herfst van 1999 behaalde hij binnen 2 maanden de drie voor de grootmeestertitel (GM) benodigde normen. Hij deed dit door een toernooiwinst in het Paks (Hongarije) GM-toernooi (6 pt. uit 9), 21–29 september, winnen van het Kluger Memorial - First Saturday toernooi (8.5 pt. uit 11) in Boedapest, 3–13 oktober, en een gedeelde eerste plaats bij de Qingdao Daily Cup (6 pt. uit 8), 18–23 oktober. Toen hij de laatste norm behaalde was hij 13 jaar, 10 maanden en 13 dagen oud, op dat moment de jongste persoon die de GM-titel behaalde. In juli 2002 werd zijn status van jongste grootmeester ooit overgenomen door Sergej Karjakin. In 1999 won hij ook nog het Open Duitse schaaktoernooi.

### 2000 - 2007
In 2000 won hij in Duitsland het Internationale Neckar Open toernooi in Deizisau. Ook in 2000 versloeg hij het Azerbeidzjaanse talent Teimour Radjabov in 8 partijen (met 1 uur speeltijd per persoon per partij) met 6½-1½ in een Future World Champions Match in New York. In mei 2000 eindigde hij met 5,5 pt. uit 9 bij het New York Open toernooi.
In 2001 werd hij in Athene zesde bij het kampioenschap voor de jeugd tot 20 jaar.
In december 2003 won hij het 10e Aceimar International Open in Mondariz met 7½ pt. uit 9. In november 2004 werd hij nationaal schaakkampioen van China in Lanzhou met de score 9 pt. uit 11. Van 1 t/m 11 oktober 2005 speelde hij mee in het Karabach toernooi en eindigde daar met 3.5 uit 9 op de laatste plaats. In 2006 won hij het 9e World University Chess Championship in Lagos (Nigeria) na tiebreak tegen Ni Hua, nadat ze beiden 7½ pt. uit 9 hadden behaald.
In juli 2007 won Bu het Open Canadese Schaakkampioenschap in Ottawa. In oktober 2007 won hij, met een marge van 1.5 punt, de Wereldbeker Blindschaken in Bilbao, waarbij hij won van Veselin Topalov, Magnus Carlsen, Pendyala Harikrishna, Judit Polgár en Sergej Karjakin.

### 2008

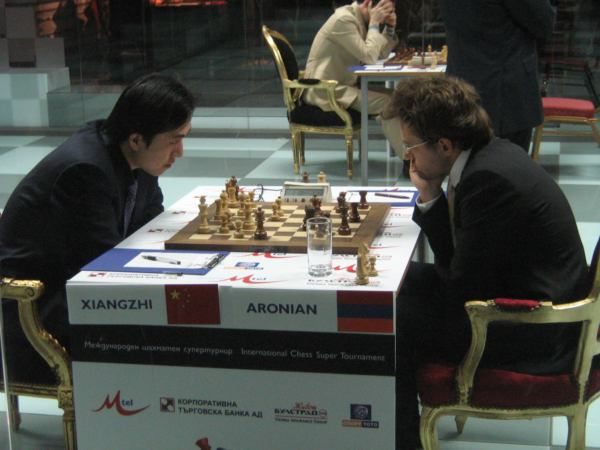
Bu Xiangzhi (links) vs Levon Aronian bij de M-tel Masters 2008, Sofia

Bij het zesde Gibtelecom Schaakfestival in Gibraltar, in januari 2008, werd Bu gedeeld eerste met 8 pt. uit 10 (+7 −1 =2), maar verloor de tie-break, 2 blitzpartijen, van Hikaru Nakamura. In april 2008 nam Bu deel aan de Russische teamkampioenschappen in Dagomys, Sotsji, met het team Shatar-Metropole (Boerjatië), waarbij hij 6½ pt. uit 10 partijen behaalde (+3 −0 =7). Bij zijn debuut op een supertoernooi in Sofia, Bulgarije, de Grand Slam M-Tel Masters gehouden van 7 tot 18 mei 2008, werd hij 5e van 6 spelers (Levon Aronian, Ivan Tsjeparinov, Vasyl Ivantsjoek, Teimour Radjabov, Veselin Topalov) met 3 pt. uit 10 (+1 −5 =4).
Hij won het Inventi Grootmeester toernooi in Antwerpen, België, gehouden 23–31 augustus 2008 met 7 pt. uit 9 (+5 −0 =4).
In oktober 2008 won hij het rapidschaak-toernooi bij de 2008 World Mind Sports Games.
In december 2008 werd hij 3e, van 6 spelers, bij het Pearl Spring schaaktoernooi in Nanjing, met 5 pt. uit 10.

### 2010
In januari 2010 behaalde hij 6½ pt. uit 9 (+4 −0 =5) bij het Moskou Open toernooi.
Bu Xiangzhi scoorde 5½ pt. uit 9 (+3 −1 =5) op het Aeroflot Open 2010, waarmee hij tiende werd in een veld van 80 deelnemers. In de voorrondes van het World Blitz kampioenschap 2010 behaalde hij op 18 februari 13 pt. uit 18, werd tweede achter Maxime Vachier-Lagrave, waarmee hij zich kwalificeerde voor het in november te houden kampioenschap.
Van 24 mei tot 4 juni 2010 nam Bu deel aan het Chinese Schaakkampioenschap. Hij eindigde met 7½ pt. uit 11 bovenaan, samen met Wang Hao en Zhou Jianchao; Wang won het kampioenschap via de tie-break.
Van 11 tot 20 juni speelde Bu in het eerste Danzhou toernooi in China. Hij werd gedeeld eerste met 6 pt. uit 9 en won vervolgens van Li Chao in de tie-break.

### 2012-heden
In juni 2012 won Bu het derde Hainan Danzhou GM toernooi na tie-break tegen Ni Hua, waarmee hij een plaats veroverde in het Chinese team voor de 40e Schaakolympiade, in Istanboel.
In augustus 2012 won hij voor de tweede keer het World University Chess Championship in Guimarães, Portugal, met 8 pt. uit 9 (+7 −0 =2).
In het vijfde Hainan Danzhou toernooi, in juli 2014, werd hij gedeeld eerste met Ding Liren, vervolgens verloor hij de tie-break. Hij won de Politiken Cup in Helsingør, Denemarken met 9 pt. uit 10.
In 2017 schakelde hij in de 3e ronde van de World Cup te Tbilisi wereldkampioen Magnus Carlsen uit, maar werd in de 4e ronde zelf uitgeschakeld door Pjotr Svidler.

## Nationaal team
Sinds 2001 was Bu regelmatig onderdeel van het nationale Chinese team. Bij de 35e Schaakolympiade in 2002 en de 36e Schaakolympiade in 2004 speelde hij aan het vierde bord.
Van 18 t/m 23 december 2004 speelde Bu mee in het Tigran Petrosjan Internet Memorial, een toernooi tussen vier landen waarbij China met 14 punten als eerste eindigde. Frankrijk werd tweede met 13 punten, Rusland werd met eveneens 13 punten derde en Armenië ten slotte eindigde met 8 punten op de vierde plaats.
Hij behaalde goede resultaten aan het eerste bord bij het Wereldkampioenschap schaken voor landenteams in 2005 in Beër Sjeva, en bij de 37e Schaakolympiade in Turijn in 2006, waar hij vier overwinningen en acht remises behaalde.
In december 2006 was hij lid van het team dat zilver behaalde bij de Asian Games in Doha. Hij won een individuele bronzen medaille aan bord twee, bij het Aziatische Schaakkampioenschap voor landenteams in 2008 in Visakhapatnam, waarbij het team als winnaar eindigde. In september 2008 behaalde Bu bij de 5e Rusland versus China match in de havenstad Ningbo 2½ pt. uit 5 (in zijn team zaten verder Wang Yue, Wang Hao, Ni Hua en Li Chao). In augustus 2010 nam hij deel aan de 7e jaarlijkse China versus Rusland match, in Yinzhou, Ningbo, China. In een team met Wang Hao, Wang Yue, Zhou Jianchao en Ni Hua werd gewonnen met 4 pt. uit 5.
Bu won met het Chinese team het Wereldkampioenschap schaken voor landenteams in 2015. In 2018 maakte hij deel uit van het team dat de 43e Schaakolympiade won, waarbij Bu ook de individuele bronzen medaille won voor zijn resultaat aan het vierde bord.

## China Chess League
Bu Xiangzhi speelt voor de Shandong schaakclub in de China Chess League (CCL).

## Persoonlijk leven
Bu Xiangzhi is getrouwd met de schaakster Huang Qian.